# Transizione demografica

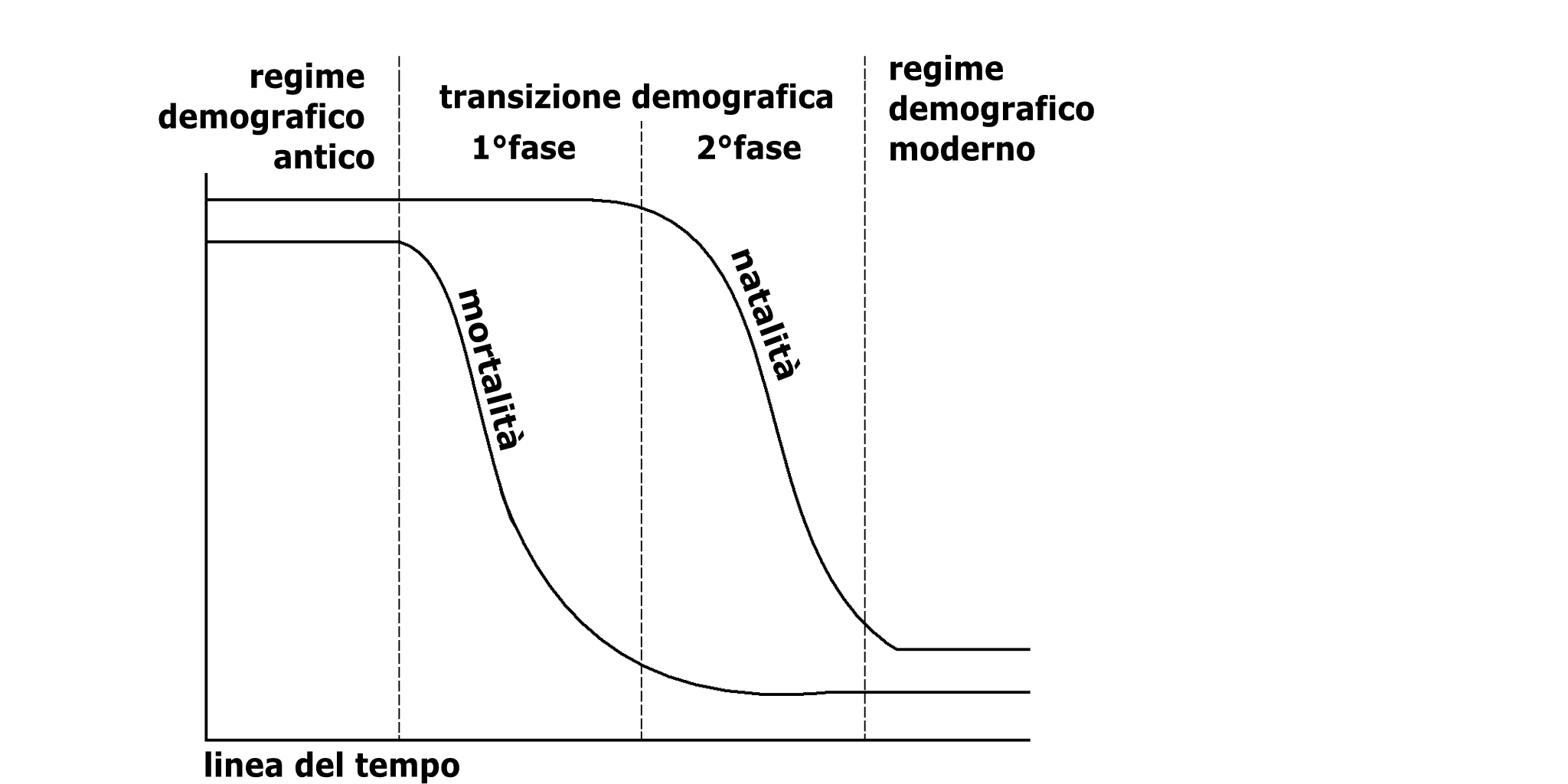
Un modello di schema rappresentativo della transizione demografica

La teoria della transizione demografica si basa sul principio che le variazioni spaziali della mortalità e della natalità sono dovute a differenze di evoluzione demografica.
Lo schema della transizione demografica è un modello spazio-temporale che permette di descrivere il passaggio da una popolazione che ha tassi di natalità e mortalità elevati a una popolazione con tassi di natalità e mortalità bassi.
L'ipotesi di base della teoria della transizione demografica è che tutte le popolazioni del mondo si evolvono allo stesso modo, con delle tappe fisse in questa linea evolutiva. Il modello è stato costruito dai demografi in base alle loro osservazioni e le loro analisi sull'evoluzione delle popolazioni dei paesi europei e nordamericani al fine di spiegare il motivo del passaggio da un regime a forte natalità e mortalità a bassi valori degli stessi tassi. Tra i maggiori fautori del modello abbiamo Adolphe Landry in Francia e Notestein negli Stati Uniti all'inizio del XX secolo.

## La teoria
Secondo la teoria della transizione demografica, esiste un regime demografico antico e uno moderno, separati da una doppia fase di transizione. Di seguito la descrizione delle varie fasi:
- La situazione nel regime antico è caratterizzata da elevati tassi di natalità compensati da altrettanto elevati tassi di mortalità; è il caso che si riscontra ancora oggi nei paesi più poveri.
- Nella prima fase della transizione, lo sviluppo di una società permette la riduzione della mortalità, ma permane ancora un elevato tasso di natalità legato alla tradizione socio-culturale promiscua (in questa fase si collocano i paesi più poveri dell'Africa, dell'Asia meridionale e la Bolivia).
- Nella seconda fase della transizione, i costi crescenti (legati al nucleo familiare molto esteso) producono una tendenziale diminuzione della natalità oltre a un generale cambiamento della società in questione (in questa fase si collocano Cina, India e gran parte dell'America Latina).
- Infine, quando il tasso di natalità eguaglia quello di mortalità, si raggiunge il "regime moderno" (vi fanno parte i paesi Europei e Nordamericani).

Il modello della transizione demografica è usato dall'ONU per effettuare delle previsioni sulla crescita della popolazione.